# Star TVE HD
Star TVE HD è un canale televisivo satellitare dell'azienda televisiva pubblica spagnola TVE che trasmette per l'estero, in particolare fiction e programmi d'intrattenimento in HD per l'America.

## Storia
In occasione dei 25 anni dalla nascita di TVE Internacional, RTVE annunciò all'inizio di agosto 2015 (inizialmente con un palinsesto di otto ore), un nuovo canale tematico chiamato Star TVE HD, dedicato al pubblico americano. A partire dalla data definitiva del lancio, nel primo semestre del 2016, il segnale avrà la stessa codifica di TVE Internacional e Canal 24 Horas e sarà distribuito dalle pay tv americane.

## Programmazione
Il suo palinsesto è formato principalmente da fiction e programmi d'intrattenimento di successo nazionale e internazionale. Alcuni esempi sono Isabel, Gran reserva, La señora, Los misterios de Laura (versione originale de I misteri di Laura), Cuéntame cómo pasó (in Italia Raccontami), Águila roja e El ministerio del tiempo per le fiction, e Españoles en el mundo, Destino España, Comando actualidad y Un país para comérselo, per l'intrattenimento.